# Momina polana
Momina polana (bułg. Момина поляна – Momina poljana) – schronisko turystyczne w Starej Płaninie w Bułgarii.

## Opis i położenie
Schronisko to znajduje się na zachodnim stoku Mominskiego czukara. Jest to murowany trzypiętrowy budynek o pojemności 80 miejsc z węzłami sanitarnymi i łazienkami na piętrach. Budynek ma dostęp do wody bieżącej, prądu i centralnego ogrzewania. Dysponuje kuchnią turystyczną i jadalnią. Do schroniska można dotrzeć drogą gruntową. Schronisko ma bezprzewodowy internet, który jest do dyspozycji turystów bezpłatnie i telewizję satelitarną.
Sąsiednie obiekty turystyczne:
- schronisko Swisztipłaz – 3,30 godz.
- schronisko Paskał – 3,30 godz.
- opuszczone schronisko Płaninski izwori – 1,30 godz.
- schronisko Benkowski – 5 godz.
- schronisko Weżen (grzbietem) – 6,30 godz.

Szlaki są znakowane.
Punkty wyjściowe:
- Pirdop (przez Paskał) – 5,30 godz.
- wieś Anton (przez Płaninski izwori) – 5 godz.

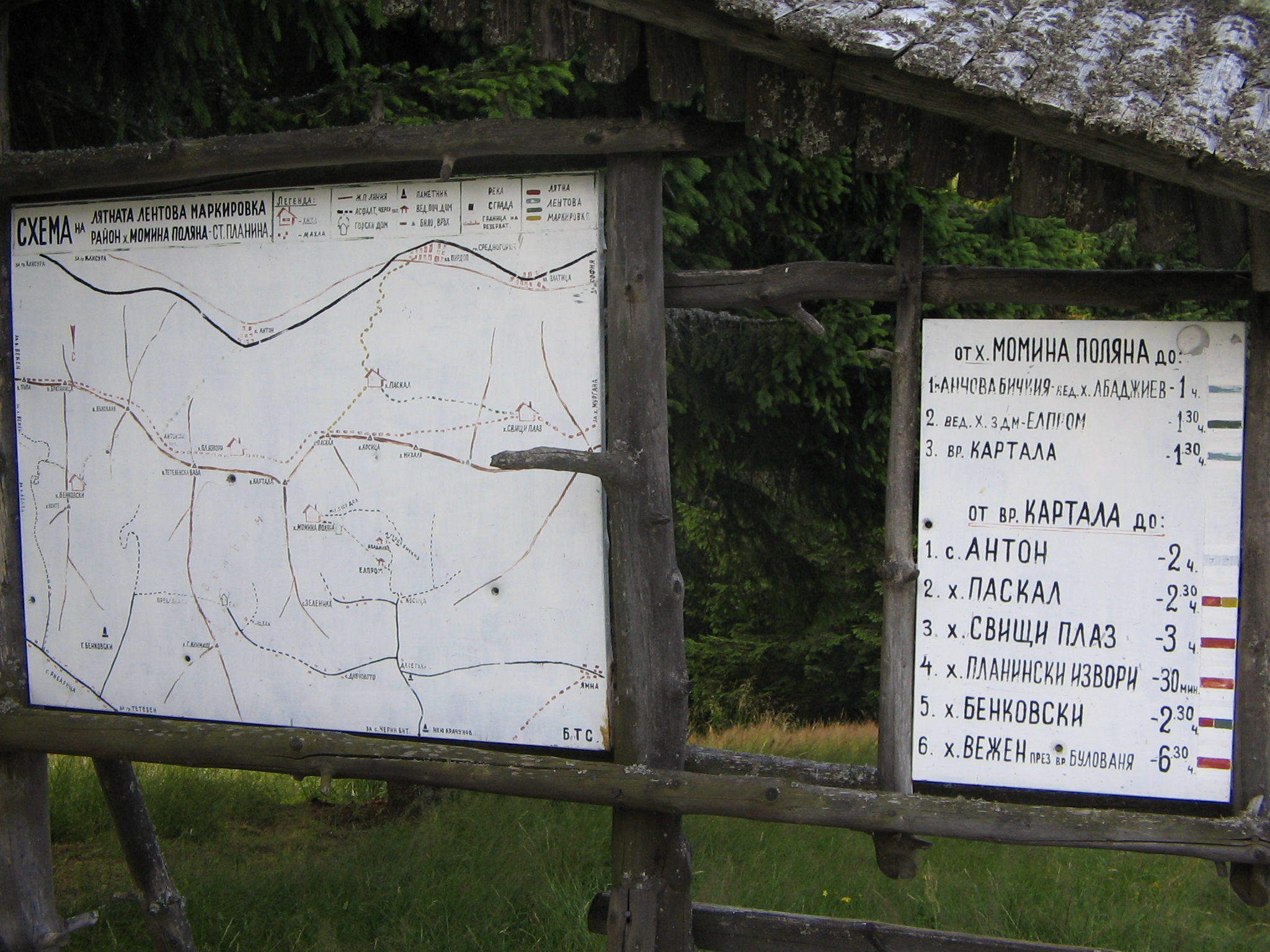
Tablica informacyjna przed schroniskiem

- wieś Czerni Wit – 3 godz.

Szlaki są znakowane